# Beni Milleuk
Beni Milleuk (ou Beni Mileuk) est une commune de la wilaya de Tipaza en Algérie, située au cœur de la Dahra.

## Géographie

### Situation
Le territoire de la commune de Beni Milleuk est situé au sud-ouest de la wilaya de Tipaza, à environ 95 km au sud-ouest de Tipaza.
| Damous                                | Damous                            | Larhat                            |
| Tacheta Zougagha (Wilaya d'Aïn Defla) | Beni Milleuk                      | Messelmoun                        |
| Tacheta Zougagha (Wilaya d'Aïn Defla) | Aïn Bouyahia (Wilaya d'Aïn Defla) | Aïn Bouyahia (Wilaya d'Aïn Defla) |

### Localités de la commune
En 1984, la commune de Beni Milleuk est constituée à partir des localités suivantes :
- Choula(beni bouhachem)
- Bouhlou
- Béni Amar Ghezlia
- Ouled Aïssa (oued elmokhfi-temarginne )
- Béni Bou Hanou (Sidi ben driss - boukais )
- Bouyamine
- Tafsassine
- Sidi Zoura